# Camaegeria sylvestralis
Camaegeria sylvestralis is een vlinder uit de familie wespvlinders (Sesiidae), onderfamilie Sesiinae. De wetenschappelijke naam van deze soort is, als Lepidopoda sylvestralis, voor het eerst geldig gepubliceerd in 1955 door Viette.
De soort komt voor in tropisch Afrika. Het type werd in mei 1936 door A. Seyrig in het Forêt du domaine de l'Est, Rogez, in het oosten van Madagaskar, verzameld, en wordt bewaard in MNHN. Bartsch & Berg plaatsten de soort in 2012 in het geslacht Camaegeria.

## Synoniemen
- Lepidopoda sylvestralis Viette, 1955
  - Tipulamima sylvestralis (Viette, 1955)